# Paolo Vacirca
Paolo Vacirca, född 31 oktober 1982 i Malmö, är en svensk manusförfattare, filmregissör och producent. Han är grundare och delägare i Scandinavian Content Group, ett svenskt oberoende produktionsbolag.

## Filmografi (i urval)
- 2001 – Projektet (manus & regi)
- 2005 – Hemligheten (manus & regi)
- 2005 – Jag är alltid Josef (manus & regi)
- 2011 – Hotell Gyllene Knorren – filmen (manus)
- 2012 – Hypnotisören (manus)
- 2018 – Abomination (manus)
- 2022 – Feed (manus & producent)